# سالم الخيبري
سالم الخيبري لاعب كرة قدم سعودي و يلعب في مركز مهاجم يلعب حالياً في نادي طويق.

## مسيرة اللاعب
مثل النادي الأهلي في المراحل السنية و بعدها انتقل إلى الفيصلي و في عام 2017 أعاره الفيصلي إلى نادي العروبة لمدة موسم و نصف و بعدها لعب مع نادي الخلود ونادي الدرعية ونادي النجوم ونادي طويق.

## روابط خارجية
- سالم الخيبري على موقع Soccerway.com (الإنجليزية)
- سالم الخيبري على موقع كووورة